# باشگاه فوتبال صبای قم
باشگاه فوتبال صبای قم یکی از باشگاه‌های فوتبال ایران در شهر قم بود که در سال ۱۳۹۸ منحل شد.
این تیم در گذشته با نام مهمات‌سازی ارتش به بازی در لیگ‌های دسته‌های پایین‌تر ایران می‌پرداخت که در سال ۱۳۸۰ با خرید امتیاز باشگاه صنام به دسته اول لیگ آزادگان ایران آمد و بعد از یک سال به لیگ برتر صعود کرد.باشگاه فرهنگی ورزشی صبا باتری تهران یک باشگاه ورزشی تحت پشتیبانی مالی شرکت باتری‌سازی نیرو وابسته به وزارت دفاع ایران در تهران بود. این باشگاه در سال ۱۳۸۱ با خرید امتیاز باشگاه صنام شکل گرفت. صبا باتری در آغاز در ۵ رشته ورزشی فعال بود اما پس از مدتی بر روی فوتبال و بسکتبال تمرکز کرد. در سال ۱۳۸۷، تیم فوتبال باشگاه به شهر قم منتقل شد و تحت پوشش استانداری قم قرارگرفت.[نیازمند منبع]
گنجایش ورزشگاه یادگار امام قم ۱۰ هزار نفر است. استفاده اصلی این ورزشگاه بازی‌های فوتبال است
این تیم از زمانی که به قم آمد نام خود را از صبا باتری به صبای قم تغییر داد. سر انجام این تیم در فروردین ۱۳۹۷ با نتیجهٔ عجیب ۸ بر صفر به تیم اکسین البرز باخت و ۵ هفته مانده به پایان بازی‌های لیگ آزادگان، به لیگ دسته دوم فوتبال ایران سقوط کرد. پس از سقوط به لیگ دسته دوم و نتایج عجیب این تیم، شایعاتی مبنی بر حضور برخی بازیکنان این تیم در بنگاه‌های شرط‌بندی به منظور شرط‌بندی بر روی شکست سنگین تیم خود، (صبا) منتشر شد.
صبای قم در تاریخ ۲۶ شهریور ۱۳۹۷ به علت حضور نیافتن در رقابت‌های لیگ دسته دو به دو دسته پایین‌تر یعنی لیگ دسته سوم مرحله اول سقوط کرد و با عدم حضور در مسابقات به لیگ استانی قم سقوط کردهم‌اکنون آکادمی صباباتری نیز در ورزشگاه شهید درخشان تمرین می‌کنند.
همچنین این تیم در بین سالهای ۸۸ تا ۹۲ در دوران اوج خود بود و در ۲۱ بهمن ۱۳۹۱ در پلی آف جام باشگاه‌های آسیا به مصاف تیم الشباب امارات رفت که علی‌رغم بازی خوبی که انجام داد در ضربات پنالتی مغلوب این تیم اماراتی شد.

## انتقال تیم
در سال ۱۳۸۷ باشگاه از تهران به قم منتقل شد و از فصل ۱۳۸۸–۱۳۸۷ بازی‌های صبا در ورزشگاه یادگار امام قم برگزار می‌گردد.
پس از این انتقال، عادل فردوسی پور در برنامه نود که با حضور نماینده اراک در استودیو و برخی نمایندگان مجلس پشت خط تلفن برگزار می‌شد، گفت: صبا به قم رفت چون لاریجانی قمی است.

## موفقیت‌های کسب شده صبای قم در فوتبال ایران
موفقیت‌های تیم فوتبال صبای قم در طول نه سال حضور در لیگ برتر به شرح زیر است.

### قهرمانجام حذفی فوتبال ایران۸۴–۱۳۸۳
در این دوره از مسابقات دو تیم صبا و ابومسلم خراسان با پشت سر گذاشتن حریفان خود به فینال هجدهمین دوره جام حذفی فوتبال ایران رسیدند.
دیدار رفت ۲ تیم صبا و ابومسلم در ورزشگاه صباشهر به میزبانی تیم فوتبال صبا انجام شد و دو تیم به تساوی ۱–۱ رضایت دادند در حالی که در این دیدار حساس و نفس گیر سعید دقیقی برای تیم صبا و محمدرضا خلعتبری برای تیم ابومسلم مشهد گلزنی کردند.
بر اساس برنامه‌ریزی فدراسیون فوتبال، دیدار برگشت این ۲ تیم در ورزشگاه ثامن الائمه مشهد و به میزبانی تیم ابومسلم خراسان انجام شد که در این مسابقه هم دو تیم به نتیجهٔ مساوی ۱–۱ رسیدند. فریدون فضلی برای تیم ابومسلم و روبرت مارکوسی برای تیم صبا گلزنی کردند.
با این نتایج ۲ تیم در مجموع دو بازی رفت و برگشت به نتیجهٔ ۲–۲ رسیدند و برای تعیین قهرمان هجدهمین دوره جام حذفی فوتبال باشگاه‌های کشور، کار به وقت اضافه کشیده شد که در دو وقت اضافهٔ ۱۵ دقیقه‌ای هم دروازه‌ها بسته ماند تا کار به ضربات پنالتی بکشد.
در ضربات پنالتی علی دایی، سهراب بختیاری‌زاده، محمد نوازی و سعید دقیقی از تیم صبا و مجتبی جباری و آندرانیک تیموریان از تیم ابومسلم مشهد توانستند پنالتی‌های خود را به گل تبدیل کنند اما پنالتی‌های فریدون فضلی و محمدرضا ناصحی از ابومسلم تبدیل به گل نشد.
در نهایت این تیم صبا بود که موفق شد در ضربات پنالتی ۴ بر ۲ پیروز شود و عنوان قهرمانی این دوره از مسابقات جام حذفی را به‌دست‌آورد.
تیم فوتبال صبای قم در فینال مسابقات جام حذفی ۸۶—۱۳۸۵ در مقابل سپاهان اصفهان با نتیجه ۴ بر ۰ در مجموع دو بازی شکست خورد و عنوان نایب قهرمانی را کسب کرد.

### قهرمان سوپر جام ایران
تیم فوتبال صبای قم به عنوان مدافع عنوان قهرمانی جام حذفی فوتبال باشگاه‌های کشور در دیدار سوپر جام فوتبال ایران در سال ۸۴–۱۳۸۳ به میزبانی ورزشگاه شهید دستگردی تهران به مصاف قهرمان لیگ برتر فوتبال یعنی فولاد خوزستان رفت و در پایان با درخشش علی دایی توانست حریف خود را با حساب چهار بر صفر مغلوب کرده و فاتح سوپر جام فوتبال ایران لقب بگیرد.

### قهرمان جام شهدا ایران
تیم فوتبال صبای قم در فینال مسابقات جام شهدا سال ۹۵–۱۳۹۴، پرسپولیس را در شهر قدس شکست داد و به قهرمانی جام شهدا رسید.

## حضور در لیگ قهرمانان آسیا
تیم صبای قم ۲ بار موفق به حضور در مرحله گروهی و ۱بار حضور در پلی‌آف لیگ قهرمانان آسیا شده بود.
| ۲۰۰۶  | لیگ قهرمانان | مرحله گروهی | ۶ | ۳ | ۱  | ۲ | ۱۳ | ۸ |    |    |
| ۲۰۰۹  | لیگ قهرمانان | مرحله گروهی | ۶ | ۱ | ۲  | ۳ | ۷  | ۹ |    |    |
| ۲۰۱۳  | لیگ قهرمانان | پلی‌آف       | ۱ | ۰ | ۱  | ۰ | ۱  | ۱ |    |    |
| مجموع | مجموع        | مجموع       |   |   | ۱۳ | ۴ | ۴  | ۵ | ۲۱ | ۱۸ |

## سقوط‌های پیاپی
باشگاه صبا در لیگ برتر ۹۶–۱۳۹۵ با هدایت عبدالصمد مرفاوی برغم شانس زیادی که برای بقا داشت موفق نشد و سقوط کرد. همچنین آن‌ها در فصل ۹۷–۱۳۹۶ در لیگ یک و با هدایت مسعود راشکی بار دیگر و این بار به دسته دوم سقوط کردند.

## فعالیت‌های ورزشی باشگاه صبای قم
باشگاه فرهنگی ورزشی صبای قم در حال حاضر در رشته‌های فوتبال، هندبال و کشتی فرنگی دارای نماینده در لیگ‌های برتر این چهار رشته ورزشی است. تیم‌های تحت پوشش این باشگاه عبارت است از
- تیم فوتبال امید صبای قم (لیگ برتر)
- تیم فوتبال جوانان صبای قم (لیگ دسته اول)
- تیم فوتبال نوجوانان صبای قم (لیگ برتر)
- تیم کشتی فرنگی صبای قم (لیگ برتر)
- تیم کاراته صبای قم (لیگ برتر)

## مربیان گذشته
- پرویز مظلومی (۱۳۸۱–۱۳۸۳)
- میلان زیوادینوویچ (۱۳۸۳–۱۳۸۴)
- مجید جلالی (۱۳۸۴)[۵]
- محمدحسین ضیایی (۱۳۸۴–۱۳۸۵)[۶]
- فرهاد کاظمی (۱۳۸۵)[۷]
- محمدحسین ضیایی (۱۳۸۵–۱۳۸۷)[۸]
- یحیی گل‌محمدی (۱۳۸۷)[۹]
- فیروز کریمی (۱۳۸۷–۱۳۸۸)[۱۰]
- محمدحسین ضیایی (۱۳۸۸)[۱۱]
- رسول کربکندی (۱۳۸۸–۱۳۸۹)[۱۲]
- محمود یاوری (۱۳۸۹)[۱۳]
- عبدالله ویسی (۱۳۸۹–۱۳۹۱)[۱۴]
- یحیی گل محمدی (۱۳۹۱)[۱۵][۱۶]
- عبدالصمد مرفاوی (۱۳۹۱–۱۳۹۲)[۱۷]
- محمد مایلی‌کهن (۱۳۹۲)[۱۸]
- عبدالصمد مرفاوی (۱۳۹۲–۱۳۹۳)[۱۹]
- مهدی تارتار (۱۳۹۳–۱۳۹۴)
- علی دایی (۱۳۹۴–۱۳۹۵)
- عبدالصمد مرفاوی (۱۳۹۵–۱۳۹۶)
- سهراب بختیاری زاده (۱۳۹۶)
- ناصر بختیاری‌زاده (۱۳۹۶)
- هومن افاضلی (۱۳۹۶)
- مسعود راشکی (۱۳۹۶-)

## سقوط به لیگ استانی و منحل شدن صبای قم
در سال ۱۳۹۷ و پس از سقوط تیم فوتبال صبای قم به لیگ دسته دوم ایران مسئولان این استان تمایلی به ادامه راه این تیم نداشتند در نتیجه تیم فوتبال بزرگسال این باشگاه در تابستان ۱۳۹۸ برای همیشه منحل شد.

## نگارخانه

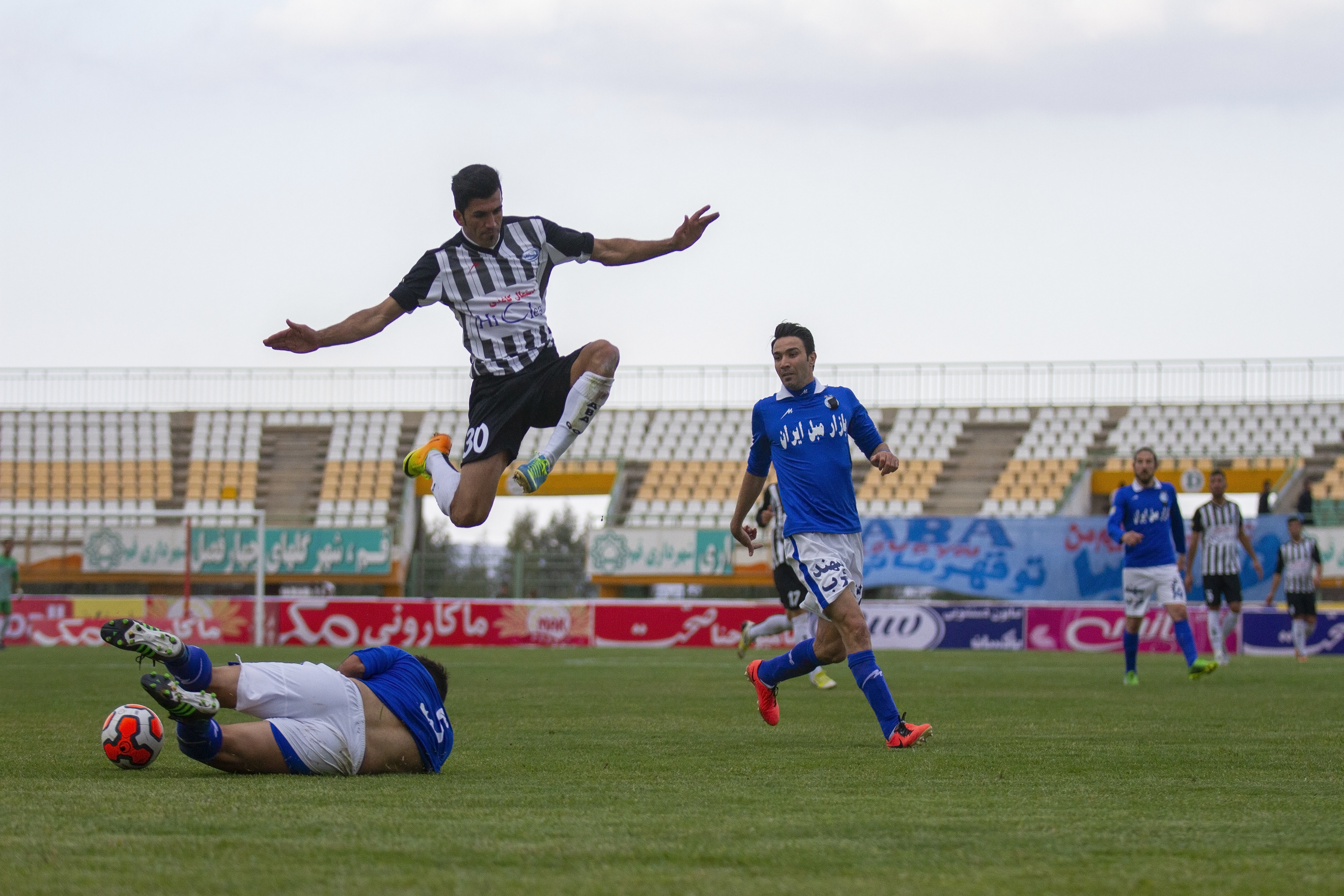
بازی بین صبا قم و استقلال تهران
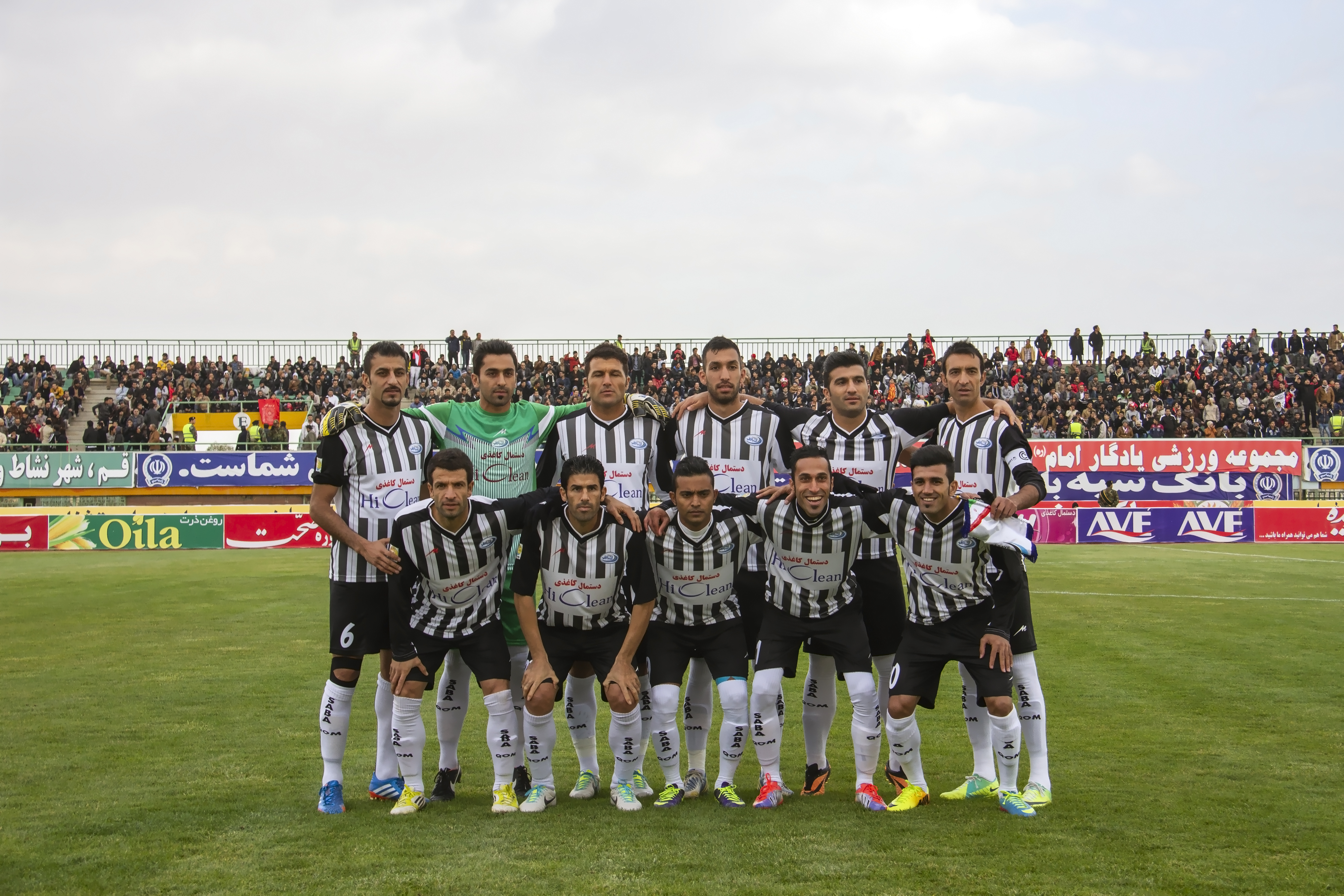
عکس تیمی قبل از بازی تیم فوتبال صبا قم
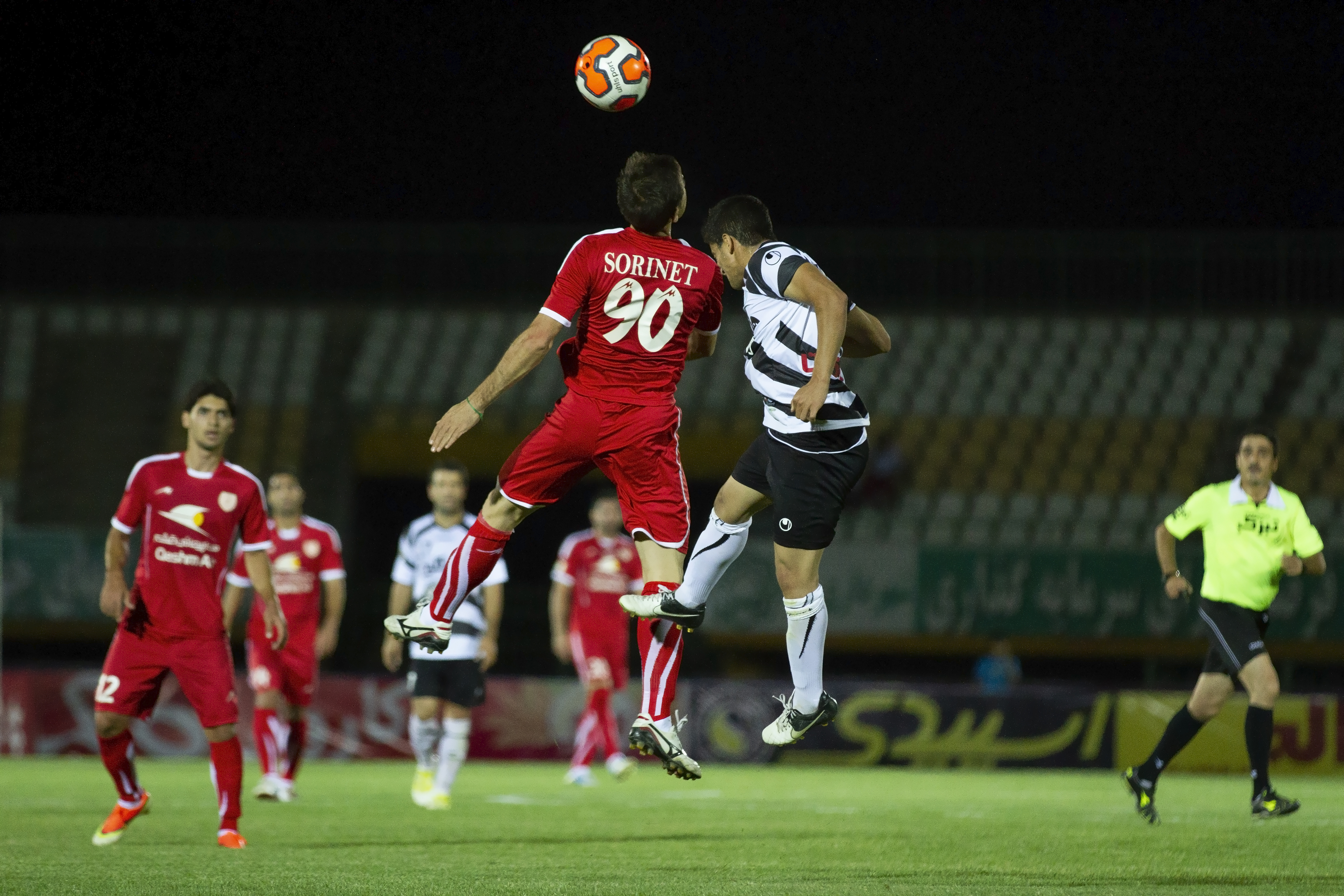
بازی بین صبا قم و پرسپولیس تهران